# NdhF
Ген пятой субъединицы НАДН-дегидрогеназного комплекса хлоропластов (ndhF), обнаружен во всех отделах сосудистых растений и является высоко консервативным. Это небольшой однокопийный фрагмент хлоропластного ДНК, который предположительно кодирует гидрофобный белок из 664 аминокислот с массой 72,9 кДа.

## Практическое использование
Благодаря высокой консервативности у разных организмов ген ndhF чрезвычайно полезен для воссоздания филогенетических отношений между разными таксономическими уровнями.